# Parafia św. Maksymiliana Kolbego w Ciścu
Parafia Świętego Maksymiliana Kolbego w Ciścu – parafia rzymskokatolicka w Ciścu, należąca do dekanatu Radziechowy, diecezji bielsko-żywieckiej. Erygowana w 1984. 
Początkowo miejscowość należała do parafii Wniebowzięcia NMP w Milówce. W 1972 miejscowa ludność wbrew ówczesnej władzy po wcześniejszych drobiazgowych przygotowaniach wzniosła budynek dzisiejszego kościoła parafialnego w ciągu jednej nocy, na przygotowanych przedtem fundamentach.